# Aux Fontaines
Aux Fontaines  est un hameau de la commune belge d'Engis située en Région wallonne dans la province de Liège.
Avant la fusion des communes de 1977, le hameau faisait partie de la commune de Clermont-sous-Huy

## Situation
Aux Fontaines se trouve sur versant sud de la Meuse en région d'Ardenne condrusienne. La localité se situe au-dessus d'Hermalle-sous-Huy et de Clermont-sous-Huy implantés dans la vallée de la Meuse et à côté d'Aux Houx à la limite du plateau condrusien. Elle est presque entièrement entourée d'espaces boisés mais des terrains cultivés s'étendent en direction d'Aux Houx.
L'altitude au centre du hameau (carrefour) est de 220 m.